# AZP S-60
Pour les articles homonymes, voir S60.
L'AZP S-60 (en russe : Автоматическая зенитная пушка С-60 (Avtomatitcheskaïa zenitnaïa pouchka S-60), abrév. АЗП (AZP) ; littéralement : canon antiaérien automatique S-60) est un canon mitrailleur antiaérien soviétique des années 1950. C'est un canon remorqué à courte et moyenne portée utilisé par les anciens pays du pacte de Varsovie, au Moyen-Orient, en Afrique et en Asie du Sud-Est.
Sa désignation OTAN est M1950.

## Histoire

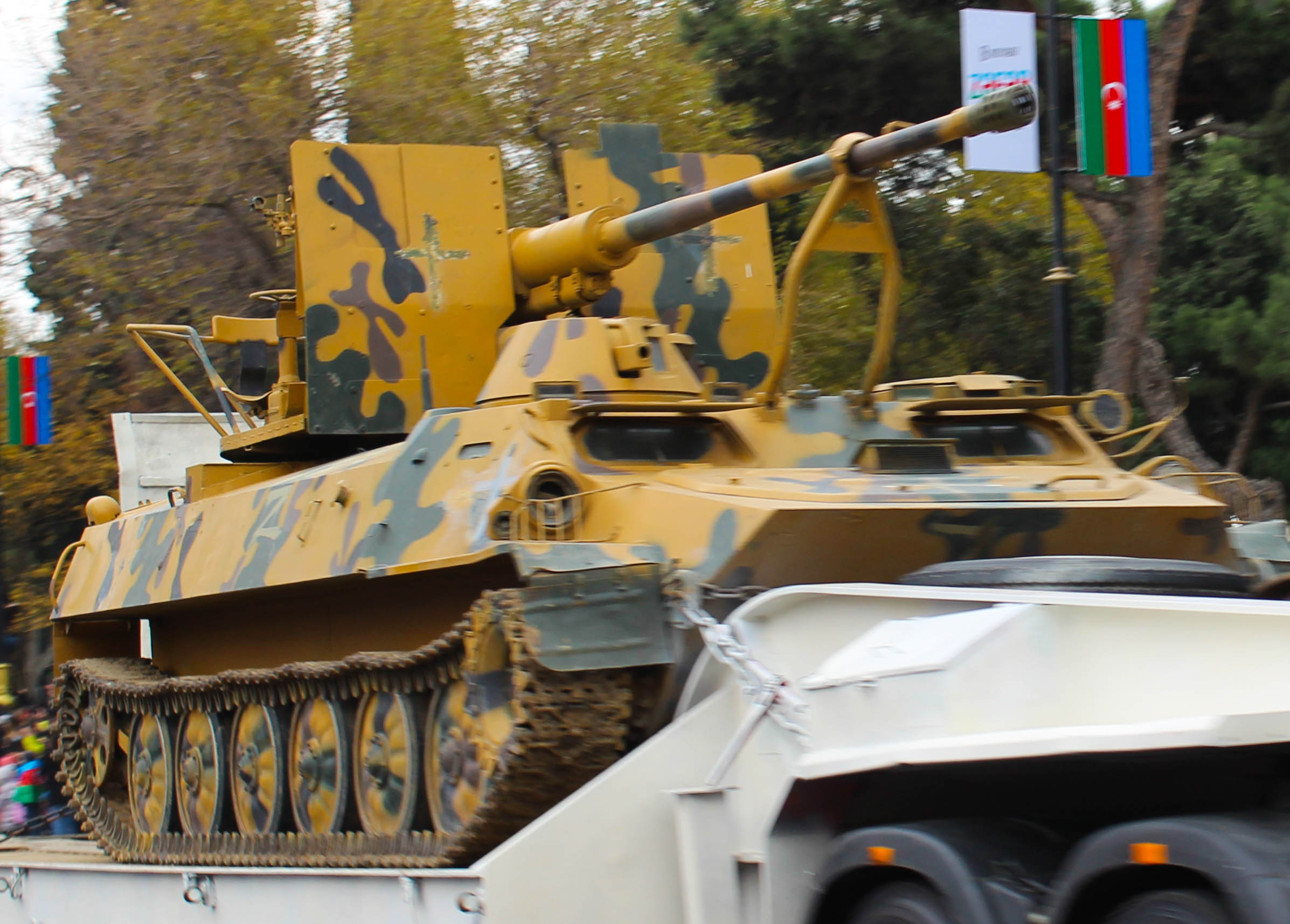
Un MT-LB arménien armé d'un canon S-60 saisi par l’Azerbaïdjan lors du Défilé de la victoire de Bakou de 2020.

L'AZP S-60 de 57 mm est développé au milieu des années 1940, par ce qui est actuellement le Nizhny Novgorod Machine-building Plant (en) dont le concepteur en chef était Vassili Grabine, comme successeur des canons de calibre 37 mm utilisés pendant la Seconde Guerre mondiale.

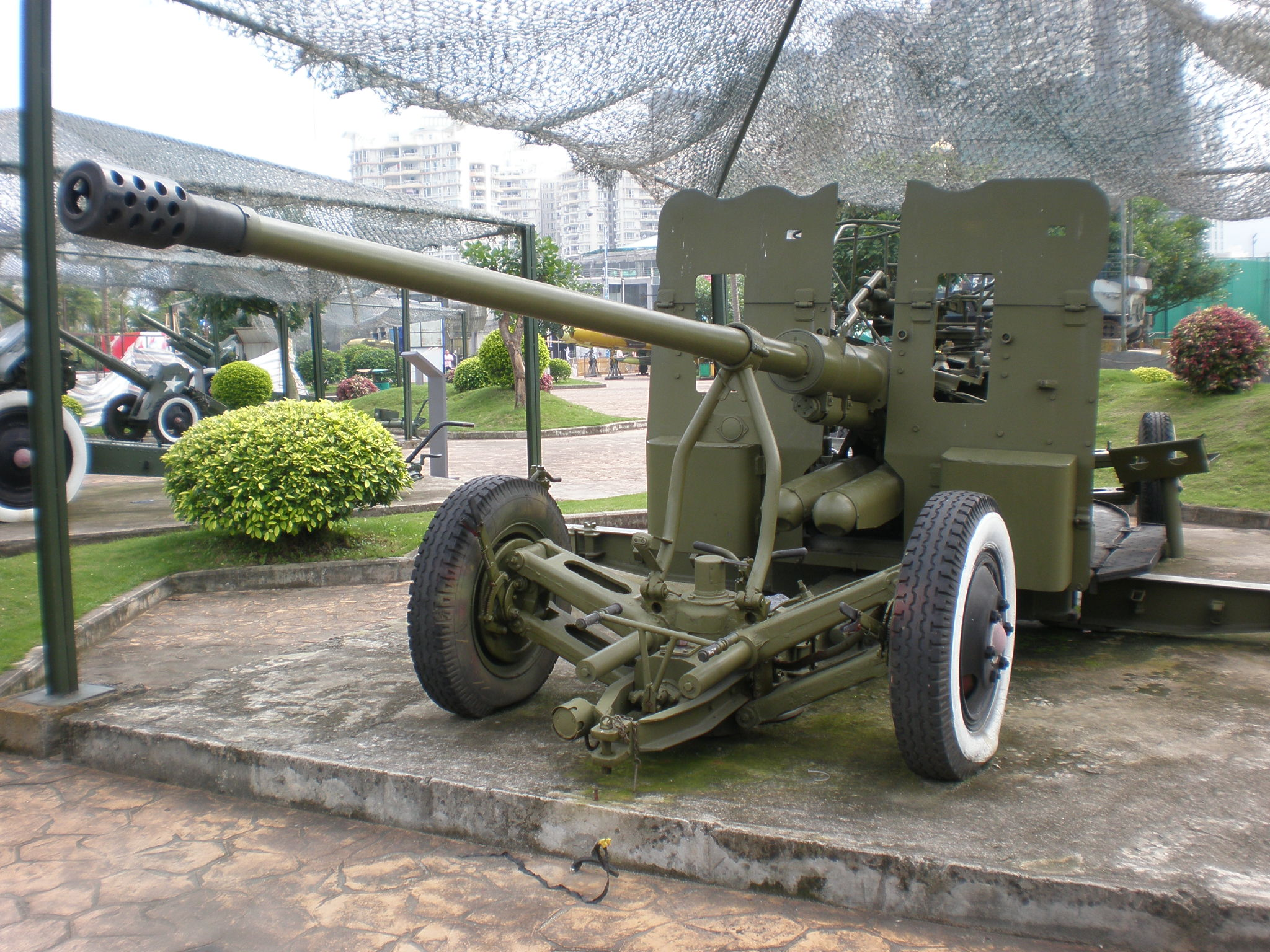
Un canon Type 59 exposé à Shenzhen en 2008.

Il est largement exporté à travers le monde et, malgré son ancienneté, il demeure dans les années 2020 une arme commune à l'inventaire de nombreux pays. La Chine en produit une copie sous licence sous le nom de Type 59.
En URSS, il est remplacé par le système 9K33 Osa de missiles antiaériens.
Il est employé entre autres durant la guerre de 2020 au Haut-Karabagh[réf. nécessaire].

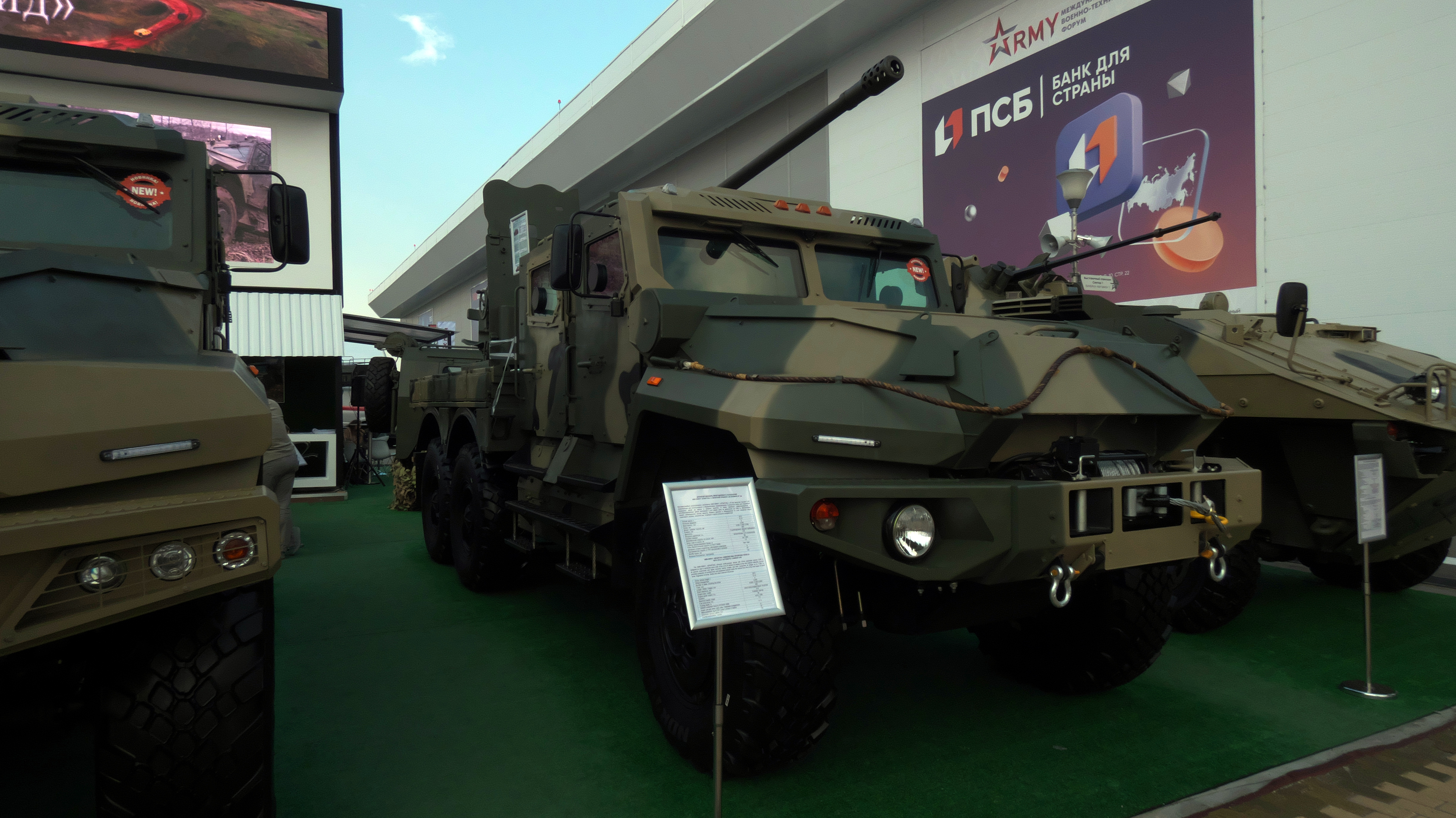
AMN-590911 Spartak équipé d'un S-60. Salon "Army 2023".

L'armée russe le sort de ses réserves lors de l'invasion de l'Ukraine par la Russie en 2022 en l'installant sur divers véhicules pour l'utiliser comme une arme de soutien d'infanterie. En 2023 lors du salon "Army 2023" la Russie présente son nouveau véhicule AMN-590911 Spartak 6x6 modifié pour accueillir un S-60 à l'arrière.

## Caractéristiques
Le S-60 est un canon tracté monté sur un châssis à quatre roues et servi par un équipage de sept artilleurs. En configuration classique de tir, il est posé au sol sur ses quatre stabilisateurs (un à l'avant, un à l'arrière et un de chaque côté) mais, en cas d'urgence, il peut tirer en configuration de roulage bien que cela réduise sa précision et augmente les contraintes auxquelles est soumise la structure.
Le S-60 possède une cadence de tir élevée, environ 70 coups/min en situation réelle (pour une capacité théorique de 105 à 120 coups/min), et de puissants obus de 57 mm. Il est capable de tirer ses munitions jusqu'à 12 km en tir horizontal et 8,8 km d'altitude en tir vertical, bien qu'en pratique il est surtout efficace contre  les cibles aériennes volant à basse altitude (entre 500 m et 1,5 km) et les cibles terrestres jusqu'à 3 km de distance.
Les munitions de 57 mm sont transportées dans le camion tracteur, par exemple un Oural-375 ou un ZIS-151. Elles ne sont pas interchangeables avec les obus du canon automoteur ASU-57 et du canon antichar ZiS-2.
Il peut être utilisé en tir direct ou bien en tandem avec un radar de conduite de tir comme le SON-9. Jusqu'à six AZP S-60 peuvent être couplés ensemble pour former une batterie guidée par un seul radar.

## Variantes
- SZ-60 : nom donné aux exemplaires construits en Hongrie. Ils sont identiques au S-60 d'origine.
- Type 59 : variante chinoise produite à partir de la fin des années 1950.
- Le ZSU-57-2 possède deux canons de 57 mm identiques à celui du S-60.